# Xenagama
Xenagama – rodzaj jaszczurek z podrodziny Agaminae w obrębie rodziny agamowatych (Agamidae). 

## Morfologia
Długość ciała 84,5–190 mm.

## Zasięg występowania
Rodzaj obejmuje gatunki występujące w Somalii i Etiopii.

## Systematyka

### Etymologia
Xenagama: gr. ξενος xenos „inny”; rodzaj Agama Daudin, 1802.

### Podział systematyczny
Do rodzaju należą następujące gatunki:
- Xenagama batillifera (Vaillant, 1882)
- Xenagama taylori (Parker, 1935)
- Xenagama wilmsi Wagner, Mazuch & Bauer, 2013
- Xenagama zonura (Boulenger, 1895)